# Bobrowa Wola
Bobrowa Wola – wieś w Polsce położona w województwie podkarpackim, w powiecie dębickim, w gminie Żyraków.
W latach 1975–1998 miejscowość administracyjnie należała do województwa tarnowskiego.